# Campionati africani di lotta 2019
I campionati africani di lotta 2019 sono stati la 35ª edizione della manifestazione continentale organizzata dalla FILA. Si sono svolti dal 29 al 31 marzo 2019 ad Hammamet, in Tunisia.

## Classifica squadre
| Pos. | Lotta libera maschile | Lotta libera maschile | Lotta libera femminile | Lotta libera femminile | Lotta greco-romana maschile | Lotta greco-romana maschile |
| Pos. | Squadra               | Punti                 | Squadra                | Punti                  | Squadra                     | Punti                       |
| ---- | --------------------- | --------------------- | ---------------------- | ---------------------- | --------------------------- | --------------------------- |
| 1    | Tunisia               | 183                   | Nigeria                | 195                    | Egitto                      | 220                         |
| 2    | Egitto                | 180                   | Tunisia                | 177                    | Algeria                     | 192                         |
| 3    | Algeria               | 117                   | Egitto                 | 160                    | Tunisia                     | 139                         |
| 4    | Marocco               | 90                    | Algeria                | 83                     | Marocco                     | 119                         |
| 5    | Nigeria               | 63                    | Senegal                | 57                     | RD del Congo                | 51                          |
| 6    | Senegal               | 57                    | Camerun                | 35                     | Sudafrica                   | 22                          |
| 7    | Guinea-Bissau         | 55                    | Costa d'Avorio         | 22                     | Namibia                     | 21                          |
| 8    | Sudafrica             | 55                    | Guinea                 | 22                     | Angola                      | 15                          |
| 9    | RD del Congo          | 48                    | Burkina Faso           | 20                     | Nigeria                     | 15                          |
| 10   | Ciad                  | 33                    | Ciad                   | 12                     | Sierra Leone                | 10                          |
| 11   | Sudan                 | 29                    |                        |                        | Costa d'Avorio              | 9                           |
| 12   | Angola                | 20                    |                        |                        |                             |                             |
| 13   | Guinea                | 19                    |                        |                        |                             |                             |
| 14   | Kenya                 | 8                     |                        |                        |                             |                             |
| 15   | Costa d'Avorio        | 6                     |                        |                        |                             |                             |

## Podi

### Lotta libera maschile
| Evento | Oro                     | Argento                | Bronzo                 |
| 57 kg  | Abdelhak Kherbache      | Chakir Ansari          | Gamal Mohamed          |
| 61 kg  | Adama Diatta            | Yasser Ahmed           | Mohamed Al-Amine Lakel |
| 65 kg  | Mbunde Cumba            | Aly Ibrahim Abdelhamid | Elie Djekoundakom      |
| 65 kg  | Mbunde Cumba            | Aly Ibrahim Abdelhamid | Kaireddine Ben Telili  |
| 70 kg  | Amr Reda Ramadan Hussen | Fares Lakel            | Rabii Regani           |
| 74 kg  | Ogbonna John            | Maher Ghanmi           | Saifeldin El-Koumy     |
| 74 kg  | Ogbonna John            | Maher Ghanmi           | Augusto Midana         |
| 79 kg  | Ayoub Barraj            | Fateh Benferdjallah    | Ekerekeme Agiomor      |
| 79 kg  | Ayoub Barraj            | Fateh Benferdjallah    | Aboubakr Gadelmawla    |
| 86 kg  | Sabri Mnasriya          | Oussama Regani         | Bedopassa Buassat      |
| 86 kg  | Sabri Mnasriya          | Oussama Regani         | Melvin Bibo            |
| 92 kg  | Mohamed Saadaoui        | Hosam Mohamed Merghany | Mohammed Fardj         |
| 92 kg  | Mohamed Saadaoui        | Hosam Mohamed Merghany | Aron Mbo               |
| 97 kg  | Khaled El-Moatamadawi   | Meher Dahmani          | Mohamed Saliou Camara  |
| 125 kg | Khaled Abdalla          | Abdelmoneim Adouli     | Reagan Mabuba          |

### Lotta greco-romana maschile
| Evento | Oro                      | Argento              | Bronzo            |
| 55 kg  | Abdelkarim Fergat        | Ahmed Baghdouda      | Romio Goliath     |
| 60 kg  | Moamen Mohamed           | Abdennour Laouni     | Moez Jalel        |
| 63 kg  | Haithem Mahmoud          | Radhwen Tarhhoni     | Fouad Fajari      |
| 67 kg  | Mohamed Ibrahim El-Sayed | Souleymen Nasr       | Bilal El-Bahja    |
| 72 kg  | Tarek Benaissa           | Aziz Boualem         | Emmanuel Nworie   |
| 77 kg  | Zied Ait Ouagram         | Mohamed Zahab Khalil | Akrem Boudjemline |
| 82 kg  | Ahmed Aly Ahmed          | Abdelkrim Ouakali    | Hakim Trabelsi    |
| 87 kg  | Mohamed Metwally         | Bachir Sid Azara     | Mohamed Missaoui  |
| 97 kg  | Adem Boudjemline         | Mohamed Ali Gabr     | Amine Guennichi   |
| 97 kg  | Adem Boudjemline         | Mohamed Ali Gabr     | Francisco Ngonda  |
| 130 kg | Abdellatif Mohamed       | Hichem Kouchit       | Mohamed Blaghji   |

### Lotta libera femminile
| Evento | Oro                | Argento          | Bronzo              |
| 50 kg  | Mercy Genesis      | Nada Mohamed     | Kheira Yahiaoui     |
| 53 kg  | Hala Ahmed         | Sarra Hamdi      | Rosemary Nweke      |
| 55 kg  | Faten Hammami      | Lamia Chemlal    | Faten Ahmed         |
| 57 kg  | Odunayo Adekuoroye | Joseph Essombe   | Dorssaf Gharssi     |
| 59 kg  | Eman Guda Ebrahim  | Khouloud El Ouni | Ifeoma Nwoye        |
| 62 kg  | Marwa Amri         | Aminat Adeniyi   | Berthe Etane Ngolle |
| 65 kg  | Sunmisola Balogun  | Yvette Zie       | Nour Jeljeli        |
| 68 kg  | Blessing Oborududu | Anta Sambou      | Lilia Mejri         |
| 72 kg  | Samar Amer         | Hannah Rueben    | Wiem Trabelsi       |
| 76 kg  | Blessing Onyebuchi | Mona Ahmed       | Rihem Ayari         |

## Medagliere
La nazione ospitante è evidenziata.
| Pos.   | Paese         | Oro | Argento | Bronzo | Totale |
| ------ | ------------- | --- | ------- | ------ | ------ |
| 1.     | Egitto        | 12  | 8       | 4      | 24     |
| 2.     | Nigeria       | 6   | 2       | 5      | 13     |
| 3.     | Tunisia       | 5   | 7       | 10     | 22     |
| 4.     | Algeria       | 4   | 7       | 4      | 15     |
| 5.     | Marocco       | 1   | 3       | 3      | 7      |
| 6.     | Senegal       | 1   | 1       | 1      | 3      |
| 7.     | Guinea-Bissau | 1   | 0       | 2      | 3      |
| 8.     | Camerun       | 0   | 1       | 1      | 2      |
| 9.     | Burkina Faso  | 0   | 1       | 0      | 1      |
| 10.    | RD del Congo  | 0   | 0       | 2      | 2      |
| 11.    | Ciad          | 0   | 0       | 1      | 1      |
| 11.    | Angola        | 0   | 0       | 1      | 1      |
| 11.    | Namibia       | 0   | 0       | 1      | 1      |
| 11.    | Guinea        | 0   | 0       | 1      | 1      |
| Totale | Totale        | 30  | 30      | 36     | 96     |